# 卡約犀鱈
卡約犀鱈，為輻鰭魚綱鱈形目海鰗鰍科的其中一種，為深海魚類，分布於西大西洋美國海域，深度可達607公尺，體長可達4.6公分，棲息在大洋區水域，以浮游生物為食，生活習性不明。

## 扩展阅读
維基物種上的相關：卡約犀鱈